# Боливар (Западна Вирџинија)
Боливар (енгл. Bolivar) град је у америчкој савезној држави Западна Вирџинија.

## Демографија
По попису из 2010. године број становника је 1.045, што је 0 (0,0%) становника више него 2000. године.
| Група             | 2000.       | 2010.       |
| Белци             | 935 (89,5%) | 969 (92,7%) |
| Афроамериканци    | 56 (5,4%)   | 47 (4,5%)   |
| Азијати           | 5 (0,5%)    | 3 (0,3%)    |
| Хиспаноамериканци | 17 (1,6%)   | 14 (1,3%)   |
| Укупно            | 1.045       | 1.045       |